# Bill Dubuque
 (février 2021).
Si vous disposez d'ouvrages ou d'articles de référence ou si vous connaissez des sites web de qualité traitant du thème abordé ici, merci de compléter l'article en donnant les références utiles à sa vérifiabilité et en les liant à la section « Notes et références ».
Bill Dubuque est un scénariste, réalisateur et producteur américain. Il est le scénariste de films tels que Le Juge, Last Call et Mr. Wolff.

## Biographie
Bill Dubuque est originaire de Saint-Louis, dans l'État du Missouri.
Durant sa jeunesse, il travaille comme docker au Alhonna Resort & Marina, sur le lac des Ozarks. Cette expérience lui a servi d'inspiration pour créer la série télévisée Ozark.

## Filmographie
Sauf indication contraire, les informations mentionnées dans cette section peuvent être confirmées par la base de données cinématographiques IMDb,  présente dans la section « Liens externes ».
- 2014 : Le Juge ( The Judge) de David Dobkin
- 2016 : Last Call (A Family Man) de Mark Williams
- 2017-2022 : Ozark (série TV) - créateur
- 2025 : Mr. Wolff 2 (The Accountant 2) de Gavin O'Connor